# Benz Velo
Benz Velo — первый в мире серийный четырехколёсный автомобиль конструкции Карла Бенца. Представлял собой уменьшенную версию первой четырёхколёсной модели Benz Victoria 1893 года, ставшую значительным успехом Бенца, которому после трёх лет работы всё же удалось создать надёжную конструкцию механизма передних управляемых колёс. Соответственно по компоновке силового агрегата Benz Victoria основывался на трёхколёсной модели Benz Patent-Motorwagen Nummer 3 1886 года. Серийно Benz Velo выпускался с 1894 по 1901 год. Уже за 1894—1895 годы было выпущено 134 экземпляра, а до окончания производства в 1901 году — около 1300 машин. Именно модели Benz Velo и Duryea Motor Wagon, запатентованная в 1895 году, были заявлены как первые стандартизированные, т. е. серийные автомобили. Выпускались также копии Velo, в том числе Marshall (позднее — Belsize Motors) в Манчестере, Star (Wolverhampton), и Arnold (Paddock Wood).

## Характеристики
Автомобиль был оснащён размещённым в задней части одноцилиндровым двигателем объёмом 1045 см³ мощностью 1,5 л.с. (1,1 кВт) с 450 оборотами в минуту. В 1896 году мощность двигателя была увеличена до 2,75 л. с. (2,1 кВт) при 600 об./минуту, что позволяло машине разгоняться до 19 км/ч, в 1900 — 3 л. с. (2,2 кВт) при 700 об./мин и в 1901 году — 3,5 л. с. (2,6 кВт) при 800 об./минуту.
Первые автомобили с карбюратором и свечой зажигания стали выпускаться с 1896 года, после так называемого поплавкового карбюратора, и системой зажигания, а также возможностью подзарядки аккумулятора. С тех пор генератор стал неотъемлемой частью системы зажигания автомобиля.
- Автомобиль имел двухступенчатую коробку передач с приводом на задние колёса.
- С 1896 года в автомобиле появилась дополнительная третья передача и возможность заднего хода.
- С 1900 года обе системы были запущены в серию.
- В общей сложности было произведено 1200 экземпляров.